# José Luis Manzano Agudo
José Luis Manzano Agudo (Madrid, 20 de desembre de 1962 - Madrid, 20 de febrer de 1992) va ser un actor espanyol de cinema dels anys 1980.

## Biografia
Neix a Madrid el 20 de desembre de 1962. José Manzano passa la seva infantesa entre una parcel·la a Virgen de la Torre (Vicálvaro) i l'UVA de Vallecas. No rep educació primària. Als dotze anys comença a treballar en uns cellers del barri de Vallecas com a mosso. Accidentalment s'astella la columna, és operat i obligat a romandre prostrat durant mesos a l'Hospital de San Rafael. L'accident li reportarà seqüeles físiques per a tota la vida.
Sense treball ni estudis es dedica a buscar-se la vida com podia. El 1978 es troba per primera vegada amb el director de cinema Eloy de la Iglesia, qui el 1979 ultima els preparatius d'una pel·lícula sobre la delinqüència juvenil a Espanya des de la sociologia marxista. La vida de José Sánchez Frutos, conegut com "El Jaro", impacta tant a De la Iglesia com per utilitzar-la en el seu guió, escrit en col·laboració amb Gonzalo Goicoechea. De la Iglesia, que busca actors no professionals, tria al lumpen Manzano per protagonitzar-la. Aquest accepta. D'un càsting multitudinari sortirien altres nois recordant-se particularment José Luis Fernández Eguia "Pirri". José Luis Manzano no dobla la seva pròpia veu en la pel·lícula, labor que va dur a terme l'actor Ángel Pardo. En futures pel·lícules s'escoltarà ja la veu de Manzano (a Colegas i El pico).
La pel·lícula va ser un bon èxit de taquilla i José Luis Manzano va rebre elogis pel seu treball en la premsa i en la professió. Molts directors prestigiosos volen treballar amb ell a partir d'aquest moment, cosa que Eloy de la Iglesia no permetrà després de l'experiència de la pel·lícula Barcelona Sud, llevat un personatge protagonista que Manzano realitza en la sèrie de Televisió Espanyola Los pazos de Ulloa en (1985).
El 1982 protagonitza Colegas, una pel·lícula feta entre amics. Eloy va escollir, a més de Manzano i a Pirri, a Antonio i Rosario Flores, Enrique San Francisco i Pedro Nieva Parola.
El 1983 De la Iglesia torna al País Basc per rodar El pico, una pel·lícula sobre les addiccions i no només a la heroïna. La pel·lícula resulta ser una oportunitat per a José Luis, ja que ja no s'ha d'interpretar a si mateix, sinó crear un personatge amb unes circumstàncies molt diferents a les seves. El pico va ser el major èxit comercial de la carrera de Eloy de la Iglesia i una de les pel·lícules espanyoles de major taquilla en els anys 1980. Al poc temps Eloy i José Luis tornen a col·laborar en El pico 2 que ja rep totes les subvencions que contempla la nova Llei de Cinema de desembre de 1983.
Manzano va estar casat un curt temps, el 1987, però de seguida torna al costat de Eloy de la Iglesia. Després de La estanquera de Vallecas (1987) Eloy de la Iglesia cau en l'ostracisme i la marginalitat total; i el món del cinema acaba de tancar les portes a Manzano i cau en el món de la drogaddicció. Fins que un dia Pedro Cid, un capellà obrer de Getafe, confia en ell com a persona i l'acompanya en la seva desintoxicació. En el segon semestre de 1989, José Luis va progressar notablement i es va deshabituar del consum d'heroïna. Per aquesta època es produeix el retrobament amb Eloy de la Iglesia
El 1990 inicia estudis audiovisuals sense abandonar les esperances d'una trucada i restauració al cinema. Però el cinema a Espanya estava en plena crisi i Manzano, irremeiablement, considerat per la professió actor exclusiu de Eloy de la Iglesia i drogoaddicte. Així i tot, aconsegueix per intercessió de Ramon Colom Esmatges un lloc de becari en la productora Spinto TV. Al juliol de 1991 és acusat d'atracar a un vianant en la Gran Via de Madrid. José Luis Manzano és detingut i condemnat a vuit mesos de presó, malgrat no tenir antecedents penals.
José Luis és internat en la presó de Carabanchel, on conviu amb drogoaddictes i malalts de sida. A la presó era molt respectat, però no s'adapta i segueix consumint drogues. Desesperat i angoixat accepta concedir una entrevista a un reporter per cridar l'atenció del món artístic. L'entrevista es va realitzar finalment dins de la presó de Yeserías, on Manzano complia condemna en segon grau, règim de semillibertat. El primer reportatge va ser publicat a la revista Interviú, el gener de 1992. José Luis afirma que del que més es penedeix és de consumir drogues, malgastant d'aquesta manera les moltes oportunitats que la vida li havia ofert. També va declarar la seva innocència en el robatori amb intimidació al vianant pel qual va ser acusat, fet no obstant això clarament provat en el judici. Manzano demanava una nova oportunitat, afirmant que Pedro Cid, el capellà de Getafe, i la seva mare eren les úniques persones que havien continuat al seu costat. Finalment apel·lava a l'afecte de les persones, que considerava necessari per a la seva recuperació com a actor i com a persona.
L'últim dia de gener de 1992 accedeix a tercer grau, en aconseguir la llibertat, i entra en un exclusiu sanatori en el qual realitza la cura de desintoxicació de catorze dies amb èxit. Seguidament entra en un programa de reinserció de l'Associació Punto Omega, a Móstoles. Als pocs dies Manzano abandona el centre voluntàriament.
La tarda de l'endemà, 20 de febrer de 1992, el seu cos apareix sense vida en un pis del número 5 del carrer Rafael del Riego, proper a la glorieta d'Atocha de Madrid, ocupat per Eloy de la Iglesia. L'autòpsia va revelar que la seva mort va ser de naturalesa violenta, trobant-se element d'heroïna i altres tòxics en la seva sang, orina i òrgans vitals. Va ser enterrat, el 22 de febrer de 1992, en el Cementiri Sud de Madrid. De les despeses del seu enterrament es van fer càrrec els Serveis Socials de l'Ajuntament de Madrid. En 2002, les seves restes van ser incinerades i llançats a la Fossa comuna per impagament de la renovació de la sepultura.

## Filmografia
- 1980 - Navajeros
- 1981 - Barcelona Sur
- 1982 - Colegas
- 1983 - El pico
- 1984 - El pico 2
- 1985 - Los pazos de Ulloa (sèrie de televisió)
- 1987 - La estanquera de Vallecas